# Serra Redonda
Serra Redonda este un oraș în Paraíba (PB), Brazilia.